# Wrestling Observer Newsletter Hall of Fame
O Wrestling Observer Newsletter Hall of Fame ("WON HOF" abreviando-se) é uma Calçada da Fama do wrestling profissional que existe somente no papel, sem cerimônias. Começou em 1996, quando o editor Dave Meltzer resolveu criar uma revista, a Wrestling Observer Newsletter e no Hall da Fama colocar wrestlers que se destacaram ao longo de sua carreira.

## Lista de membros

### Introduzidos em 1996
| - Abdullah the Butcher (Larry Shreve) - Perro Aguayo - André the Giant (André Roussimoff) - Bert Assirati - Giant Baba (Shohei Baba) - Jim Barnett - "Wild" Red Berry - The Destroyer (Dick Beyer) - Fred Blassie - Blue Demon - Nick Bockwinkel - Paul Boesch - Bobo Brazil (Houston Harris) - Jack Brisco - Bruiser Brody (Frank Goodish) - Mildred Burke - Canek - Negro Casas - Riki Chōshū (Mitsuo Yoshida) - Jim Cornette - The Crusher (Reginald Lisowski) - Ted DiBiase - Dick the Bruiser (William Afflis) - Alfonso Dantés - The Dusek Family - Dynamite Kid (Tommy Billington) - The Fabulous Kangaroos (Al Costello and Roy Heffernan) - Jackie Fargo - Ric Flair (Richard Fliehr) - Tatsumi Fujinami - Dory Funk, Jr. - Dory Funk - Terry Funk - Verne Gagne - Cavernario Galindo - Ed Don George - Gorgeous George (George Wagner) - Frank Gotch - Karl Gotch (Karl Istaz) - "Superstar" Billy Graham (Wayne Coleman) - Eddie Graham (Edward Gossett) | - René Guajardo - Gory Guerrero (Salvador "Gori" Guerrero Quesada) - Georg Hackenschmidt - Stan Hansen (John Stanley Hansen) - Bret Hart - Stu Hart - Bobby Heenan (Raymond Louis Heenan) - Danny Hodge - Hulk Hogan (Terry Bollea) - Antonio Inoki - Rayo de Jalisco, Sr. - Tom Jenkins - Don Leo Jonathan - Gene Kiniski - Fred Kohler - Killer Kowalski (Wladek Kowalski) - Ernie Ladd - Dick Lane - Jerry Lawler - Jim Londos - Salvador Lutteroth - Akira Maeda - Devil Masami - Mil Máscaras (Aaron Rodríguez) - Dump Matsumoto (Kaoru Matsumoto) - Earl McCready - Leroy McGuirk - Vince McMahon Sr. - Vince McMahon Jr. - Danny McShane - Ray Mendoza - Mitsuharu Misawa - Joe "Toots" Mondt - Sam Muchnick - Bronislau Nagurski - Pat O'Connor - Kintaro Oki - Atsushi Onita - Pat Patterson (Pierre Clemont) - Antonio Peña | - John Pesek - Roddy Piper (Roderick Toombs) - Harley Race - Dusty Rhodes (Virgil Runnels Jr.) - Rikidōzan (Kim Sin-Nak) - The Road Warriors (Hawk (Michael Hegstrand) and Animal (Joseph Laurinaitis)) - Yvon Robert - Billy Robinson - Antonino Rocca (Antonino Biasetton) - Buddy Rogers (Herman C. Rohde Jr) - Lance Russell - Bruno Sammartino - El Santo (Rodolfo Guzmán Huerta) - Jackie Sato - Randy Savage (Randall Poffo) - Billy Sandow - The Sheik (Ed Farhat) - Hisashi Shinma - Dara Singh - Gordon Solie (Francis Jonard Labiak) - El Solitario - Ricky Steamboat (Richard Blood) - Joe Stecher - Tony Stecher - Ray Steele - Ray Stevens (Carl Ray Stevens) - Nobuhiko Takada - Genichiro Tenryu (Genichiro Shimada) - Lou Thesz (Aloysius Thesz) - Tiger Mask (Satoru Sayama) - Jumbo Tsuruta (Tomomi Tsuruta) - Frank Tunney - Mad Dog Vachon (Maurice Vachon) - Vader (Leon White) - Johnny Valentine (John Wisniski) - Fritz Von Erich (Jack Adkisson) - Whipper Billy Watson - Bill Watts - Jaguar Yokota (Rimi Yokota) - Stanislaus Zbyszko |

### Introduzidos em 1997
- Édouard Carpentier
- El Hijo del Santo (Jorge Guzmán)
- Toshiaki Kawada
- Jimmy Lennon
- William Muldoon
- Chigusa Nagayo

### Introduzidos em 1998
- Dos Caras

### Introduzidos em 1999
- Lioness Asuka (Tomoko Kitamura)
- Jushin Liger (Keichi Yamada)
- Keiji Mutoh
- Jim Ross

### Introduzidos em 2000
- Stone Cold Steve Austin
- Mick Foley
- Shinya Hashimoto
- Akira Hokuto (Hisako Uno Sasaki)
- Bill Longson
- Frank Sexton
- Sandor Szabo

### Introduzidos em 2001
- Black Shadow (Alejandro Cruz)
- Diablo Velasco (Cuahutémoc Velasco)
- Lizmark
- Bull Nakano (Keiko Nakano)
- Satánico

### Introduzidos em 2002
- Martin Burns
- Jack Curley
- Kenta Kobashi
- Wahoo McDaniel (Ed McDaniel)
- Manami Toyota

### Introduzidos em 2003
- Chris Benoit
- Earl Caddock
- Francisco Flores
- Shawn Michaels (Michael Hickenbottom)

### Introduzidos em 2004
- Kurt Angle
- Bob Backlund
- Masahiro Chono
- Carlos "Tarzán" Lόpez
- Kazushi Sakuraba
- Último Dragón (Yoshihiro Asai)
- The Undertaker (Mark Calaway)

### Introduzidos em 2005
- The Fabulous Freebirds (Michael Hayes (Michael Seitz), Terry Gordy e Buddy Roberts (Dale Hey))
- Paul Heyman
- Triple H (Paul Levesque)

### Introduzidos em 2006
- Paul Bowser
- Eddie Guerrero
- Hiroshi Hase
- Masakatsu Funaki
- Aja Kong (Erika Shishido)

### Introduzidos em 2007
- Dwayne "The Rock" Johnson
- Evan "Strangler" Lewis
- Tom Packs

### Introduzidos em 2008
- Paco Alonso (Francisco Alonso)
- Martín Karadagian
- Chris Jericho